# Обрій (літературне об'єднання)
«Обрій» (Клуб молодих літераторів «Обрій») — обласне літературне об'єднання у Донецьку. Існувало з 1961 до 1965 року. Основою «Обрію» стало літературне об'єднання при газеті «Комсомолец Донбасса», яким з 1956 до 1958 року по черзі керували працівники редакції Аркадій Пальм та Марк Хабінський. У 1958 році в редакції газети почав працювати поет Йосип Борисович Курлат, який приїхав з Москви, де він закінчував навчання в Літературному інституті ім. Горького, перевівшись на заочне відділення.

## Історія
Очоливши об'єднання, Курлат не обмежився розглядом і аналізом творів початківців, а розширив сферу діяльності, почав залучати їх до активної журналістської роботи: готували літературні сторінки для газет, для телебачення, передачі на радіо, виступали в студентських аудиторіях, робітничих клубах, спускалися у вибої. На заняттях об'єднання практикувалися тематичні доповіді, зустрічі з професійними письменниками і критиками, видавали колективні збірки власних творів. Щоб узяти під контроль політичні дискусії членів об'єднання, що особливо загострилися після XXII з'їзду КПРС, який посилив заходи боротьби з культом особи Сталіна, наприкінці 1961 року було вирішено перенести заняття з редакції газети в приміщення відділення Спілки письменників. Тоді і було офіційно створено обласне об'єднання Клуб молодих літераторів «Обрій». На засіданнях обов'язково мав бути присутнім хтось із членів правління партійного бюро письменницької організації і, як писав Курлат, «скільки в зал набивалось інформаторів, нам про те було невідомо». Співкерівником було поставлено і поета Володимира Демидова, який керував літературним об'єднанням у Горлівці.
Назву «Обрій» запропонував Курлат з огляду на те, що серед переважної більшості російськомовних членів виділялася досить сильна група талановитих україномовних авторів, ядром якої були випускники Сталінського (Донецького) педінституту: П. Бондарчук, В. Захарченко, А. Лазаренко, В. Міщенко, О. Орач, В. Стус, а також І. Білий, Г. Гордасевич, А. Гарматюк, М. Колісник, І. Принцевський, М. Хижняк, В. Ховенко, С. Цетляк та інші. Серед російськомовних авторів виділялися Л. Беринський, М. Вейцман, С. Коган, Б. Ластовенко, О. Лаврентьєва, Д. Надєждін, О. Пруталов, М. Скоробогатова.
Часто обговорення літературних творів переростали в дискусії щодо суспільних питань. Жваве обговорення викликали доповіді Василя Стуса, зокрема «Поети нової української хвилі» та «Світ поезії Рильке», які той робив українською мовою, що викликало суперечки між російськомовними і україномовними авторами. Не обходилось без згадувань репресованих письменників, обговорювались питання демократизації суспільства.
У 1965 році Й. Курлат переїздить у Сєвєродонецьк. Хрущовська відлига підходила до кінця, посилився ідеологічний контроль. Компартійні органи засуджували літоб᾽єднання за «абстрактний гуманізм». Органи КДБ дедалі більше цікавились справами у літоб'єднанні, викликаючи учасників на бесіди. У цей час багато членів «Обрію» виїхало з Донецька і об'єднання перестало існувати.
Й. Курлат у Сєвєродонецьку створює клуб молодих літераторів «Ровесник», який через деякий час став літературним об᾽єднанням. У 1990 році, коли тіло В. Стуса було повернуто в Україну, літературне об᾽єднання було перейменовано в «Обрій» імені В. Стуса. Після Й. Курлата ним керувала поетеса Тетяна Литвинова. Й. Б. Курлат помер 16 липня 2000 року. Після його смерті очолила Сєвєродонецьке літературне об᾽єднання «Обрій» Зінаїда Новоточенова.